# The Village Voice
The Village Voice (с англ. — «Голос деревни») — американский еженедельник, освещавший преимущественно события культурной жизни Нью-Йорка.
Газета была основана в 1955 году при участии Нормана Мейлера в частной квартирке на Гринвич-Виллидж.
С 1956 года The Village Voice вручал премию «Оби» тем театральным постановкам, которые оставались вне поля зрения премии «Тони». В разное время в газете печатались такие крупные литераторы, как Эзра Паунд, Э. Э. Каммингс, Аллен Гинзберг, Том Стоппард. Журналисты издания трижды награждались Пулитцеровской премией.
Кинообозревателями Village Voice долгое время выступали «крёстный отец американского киноавангарда» Йонас Мекас и Эндрю Саррис — один из самых влиятельных кинокритиков послевоенного времени. О кино писали также Джим Хоберман и Майкл Аткинсон.
Газета перестала выпускать печатную версию в 2017 году по причине финансовых трудностей. В 2018 было объявлено о прекращении регулярного обновления онлайн-версии и создании цифрового архива издания. Тем не менее по состоянию на 2025 год на сайте продолжают периодически появляться новые материалы.